# Oporto-Lisboa
El Oporto-Lisboa era una carrera ciclista clásica celebrada cada año el 10 de junio, Día de Portugal, cuya primera edición fue en 1911. Disputado entre las dos principales ciudades de Portugal, Oporto y Lisboa para un total de cerca de 330-340 kilómetros, tenía una duración de aproximadamente 8-9 horas (unas 17 horas en las primeras ediciones), sin ningún tipo de pausa o interrupción, siendo considerado el más larga carrera clásica en el mundo, después de Burdeos-París (560 km), cuya última edición fue en 1988. Antes de la consagración de la Vuelta a Portugal, como la más importante prueba nacional velocipédica, fue la prueba reina del ciclismo portugués. Sin embargo, a partir de los años 70 con la división de la prueba en dos etapas vio disminuida su importancia y popularidad. Terminó en 2004.

## Ganadores

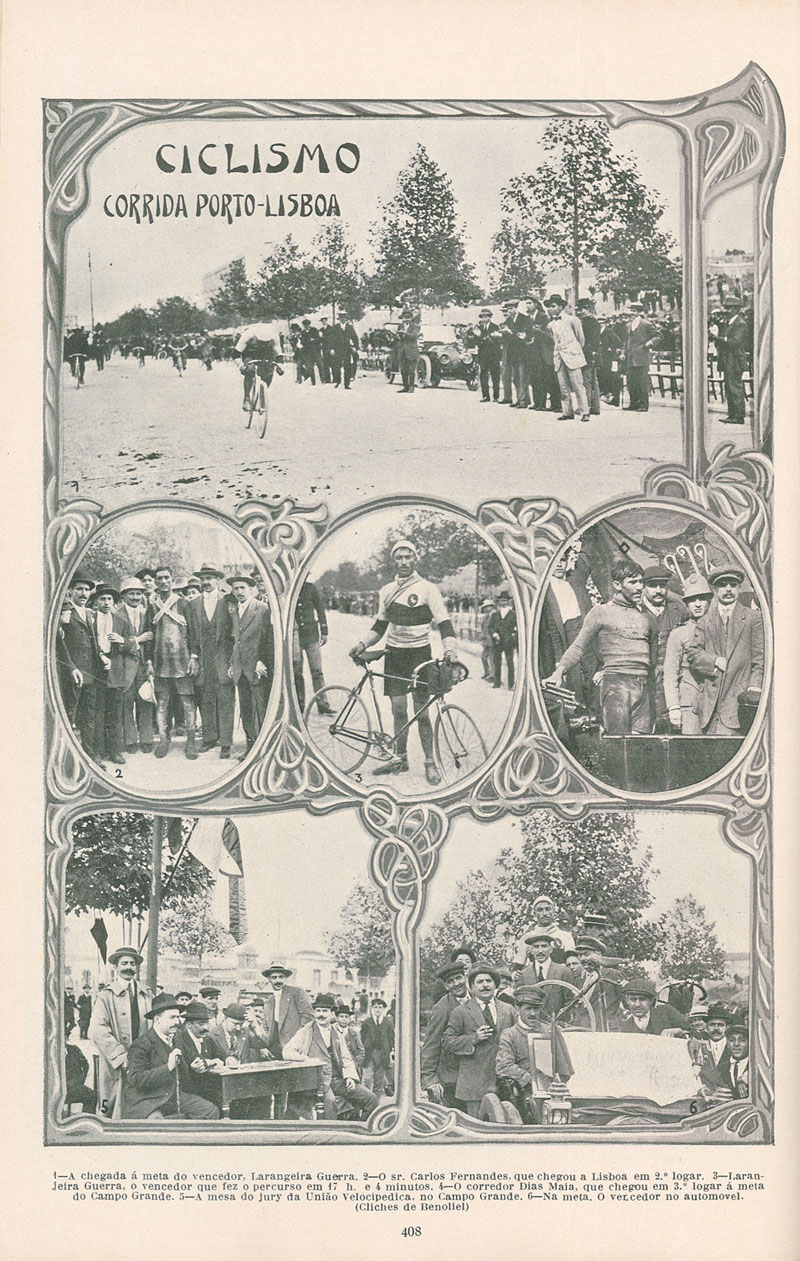
Ilustración portuguesa de 1912

Mapa del Oporto-Lisboa

| Año   | Ganador                  | Equipo                         |
| ----- | ------------------------ | ------------------------------ |
| 1911  | Charles George           | Lusitano                       |
| 1912  | Laranjeira Guerra        | Sporting Clube de Portugal     |
| 1913  | Joaquim Dias Maia        | Sporting Clube de Portugal     |
| 1923  | José Conceição           | Bombarralense                  |
| 1924  | José Conceição           | Bombarralense                  |
| 1925  | Anibal Carreto           | Individual                     |
| 1926  | Anibal Carreto           | Individual                     |
| 1927  | João Francisco           | Campo de Ourique               |
| 1928  | João Francisco           | Campo de Ourique               |
| 1932  | José Maria Nicolau       | SL Benfica                     |
| 1933  | João Francisco           | Campo de Ourique               |
| 1934  | José Maria Nicolau       | SL Benfica                     |
| 1935  | José Maria Nicolau       | SL Benfica                     |
| 1936  | Alfredo Trindade         | Sporting Clube de Portugal     |
| 1937  | José Brás Júnior         | Campo de Ourique               |
| 1938  | Filipe Melo              | Sporting Clube de Portugal     |
| 1939  | Ildefonso Rodrigues      | Sporting Clube de Portugal     |
| 1940  | Alfredo Oliveira         | SL Benfica                     |
| 1941  | Francisco Inácio         | Sporting Clube de Portugal     |
| 1942  | Eduardo Lopes            | Iluminante                     |
| 1949  | Fernando Moreira         | FC Porto                       |
| 1951  | Amândio Cardoso          | FC Porto                       |
| 1952  | Luciano Moreira de Sá    | FC Porto                       |
| 1953  | Luciano Moreira de Sá    | FC Porto                       |
| 1954  | Américo Raposo           | Sporting Clube de Portugal     |
| 1956  | Fernando Henriques Silva | Sangalhos                      |
| 1957  | Sousa Santos             | FC Porto                       |
| 1958  | Carlos Carvalho          | FC Porto                       |
| 1959  | Mário Sá                 | FC Porto                       |
| 1960  | Pedro Polainas           | FC Porto                       |
| 1961  | Azevedo Maia             | FC Porto                       |
| 1962  | Antonino Baptista        | Sangalhos                      |
| 1963  | João Roque               | Sporting Clube de Portugal     |
| 1964  | Alcino Rodrigo           | SL Benfica                     |
| 1965  | José Pacheco             | FC Porto                       |
| 1966  | Joaquim Leão             | FC Porto                       |
| 1967  | Walter Godefroot         | Flandria                       |
| 1968  | Eric Leman               | Flandria                       |
| 1969  | Emiliano Dionísio        | Sporting Clube de Portugal     |
| 1970  | Joaquim Leite            | FC Porto                       |
| 1971  | Fernando Mendes          | SL Benfica                     |
| 1972  | Fernando Mendes          | SL Benfica                     |
| 1973  | Fernando Mendes          | SL Benfica                     |
| 1974  | Leonel Miranda           | Sporting Clube de Portugal     |
| 1975  | Fernando Vieira          | SL Benfica                     |
| 1976  | Venceslau Fernandes      | Sangalhos                      |
| 1977  | Flávio Henriques         | Sangalhos                      |
| 1978  | José Luís Pacheco        | Lusotex                        |
| 1979  | Manuel Gonçalves         | Loulé                          |
| 1980  | Alexandre Ruas           | Coelima                        |
| 1981  | José Amaro               | FC Porto                       |
| 1982* | Portugal Alexandre Ruas  | Lousa-Trinaranjus              |
| 1983  | Marco Chagas             | Mako-Jeans                     |
| 1984  | Alexandre Ruas           | FC Porto                       |
| 1985  | Vitor Rodrigues          | Bombarralense                  |
| 1986  | Carlos Santos            | Lousa                          |
| 1987  | Américo Neves da Silva   | Sporting Clube de Portugal     |
| 1988  | José Xavier              | Louletano                      |
| 1989  | Fernando Valente         | Torreense                      |
| 1990  | Joaquim Adrego Andrade   | Torreense                      |
| 1991  | Paulo Pinto              | Campocarne                     |
| 1992  | Oleg Lokvin              | Feirense                       |
| 1993  | Rui Bela                 | W52-Quintanilha-Felgueiras     |
| 1994  | Paulo Ferreira           | Sirla da Maia-Jumbo            |
| 1995  | Jorge Henriques          | Maia-Jumbo                     |
| 1996  | Cássio Freitas           | Maia-Jumbo-CIN                 |
| 1997  | Cândido Barbosa          | Maia-CIN                       |
| 1998  | Atanas Petrov            | Gresco-Tavira-Progecer         |
| 1999  | Quintino Rodrigues       | SL Benfica                     |
| 2000  | Melchor Mauri            | SL Benfica                     |
| 2001  | Unai Yus                 | Cantanhede-Marques de Marialva |
| 2002  | Carvalhelhos-Boavista    | (Solo por equipos)             |
| 2003  | Pedro Soeiro             | Carvalhelhos-Boavista          |
| 2004  | Pedro Soeiro             | Carvalhelhos-Boavista          |

* El "Oporto - Lisboa" 1982 se interrumpió en Alcobaça, frente al Monasterio de Alcobaça (debido debido a una protesta de los jugadores del equipo de fútbol Alcobaça ), teniendo sido declarado ganador el primer el ganador Alexandre Ruas equipo Lousa-Trinaranjus clasificado en el sector "Oporto - Coimbra". debido a una protesta de los jugadores del equipo de fútbol de Alcobaça que se quejaron contra la federación portuguesa de fútbol por una decisión en el campeonato 1981/82 en la que el equipo de Alcobaça ascendió a la I División, pero sólo después de una pelea en la secretaría con la Académica. El equipo de Coimbra se benefició en primera instancia de la decisión de la Federación Portuguesa de Fútbol (FPF), tras un partido ante el Guarda que tuvo que repetirse (3-3). Sin embargo, el llamamiento y protestas de los alcobacenses acabarían surtiendo efecto y valiéndoles el ascenso directo, cuando ya competían en la Liguilha. A pesar de la confusión, explicamos con calma los motivos de nuestra protesta a los ciclistas, ellos entendieron e incluso se pusieron de nuestro lado cuando escucharon la historia…”